# Giulia Grisi
Giulia Grisi (ur. 28 lipca 1811 w Mediolanie, zm. 29 września 1869 w Berlinie) – włoska śpiewaczka operowa, sopran.

## Życiorys
Była siostrą śpiewaczki Giuditty Grisi, od której pobierała pierwsze lekcje. Zadebiutowała jako śpiewaczka operowa w 1828 roku w Bolonii jako Emma w Zelmirze Gioacchino Rossiniego. Jej talent zwrócił uwagę Vincenzo Belliniego, który specjalnie dla niej napisał rolę Julii w Capuleti i Montecchi. Grisi wykonała ją podczas prapremierowego przedstawienia tej opery w Wenecji w 1830 roku. Od 1831 roku występowała w mediolańskiej La Scali, gdzie kreowała znów napisaną z myślą o niej rolę Adalgizy w prapremierze Normy Belliniego. W 1832 roku wyjechała do Paryża, gdzie do 1849 roku występowała w Théâtre-Italien. Na deskach tego teatru wystąpiła w prapremierowych przedstawieniach Purytanów Belliniego (1835, jako Elwira) oraz Marino Faliero (1835, jako Elena) i Don Pasquale Donizettiego (1843, jako Norina). W sezonach 1834–1841 i 1843–1847 śpiewała także w Londynie. Odbyła podróże koncertowe do Petersburga (1849), Madrytu (1853) i Nowego Jorku (1854). W 1847 roku wystąpiła w tytułowej roli w Semiramidzie Rossiniego na uroczystości otwarcia gmachu Royal Italian Opera w Londynie i odtąd do przejścia na emeryturę w 1861 roku była związana z tym teatrem. W dniu pogrzebu Gioacchino Rossiniego w Paryżu 21 listopada 1868 roku wzięła udział w wykonaniu jego Stabat mater w trakcie nabożeństwa żałobnego w kościele Santa Croce we Florencji.
Należała do największych śpiewaczek epoki bel canta. Dysponowała głosem o dużej skali, pozwalającym wykonywać jej zarówno partie koloraturowe w operach Mozarta, Rossiniego i Donizettiego, jak i role dramatyczne z dzieł Belliniego, Verdiego czy Meyerbeera.
W 1836 roku poślubiła Gérarda de Melcy, jednak małżeństwo to szybko zakończyło się separacją. W 1838 de Melcy odkrył, że żona go zdradza, wyzwał na pojedynek i lekko zranił jej kochanka, lorda Castlereagh, a kilka miesięcy później Giulia urodziła w Londynie George'a Fredericka, nieślubnego syna lorda Castlereagha. Od 1839 roku pozostawała w nieformalnym związku z tenorem Mario, który był również jej partnerem scenicznym.